# Tirpitz (1941)
El Tirpitz fue el segundo de los dos acorazados de la clase Bismarck construidos para la Kriegsmarine alemana durante la Segunda Guerra Mundial. Nombrado en honor del almirante Alfred von Tirpitz, el artífice de la Marina Imperial alemana, el buque fue puesto en grada en los astilleros Kriegsmarinewerft de Wilhelmshaven, en noviembre de 1936 y botado dos años y medio después, en abril de 1939. Finalmente, entró en servicio en la flota alemana en febrero de 1941. Al igual que su buque gemelo, el Bismarck, el Tirpitz estaba armado con una batería principal de ocho cañones de 380 mm en cuatro torretas dobles. Como resultado de una serie de modificaciones durante la guerra, llegó a ser unas 2000 toneladas métricas más pesado que el prematuramente malogrado Bismarck. 
Tras completar sus pruebas de mar a inicios de 1941, el Tirpitz sirvió brevemente como pieza central de la Flota del Báltico, que tenía la misión de impedir un posible intento de fuga de la Flota Báltica soviética. A comienzos de 1942, el buque navegó a Noruega para actuar como disuasor ante la invasión aliada y allí intentó interceptar dos convoyes aliados con destino a la Unión Soviética, pero ambas misiones resultaron un fracaso. A pesar de ello, el Tirpitz actuó como una flota en potencia y su sola presencia obligó a la Real Armada Británica a mantener un número elevado de fuerzas en el área con la finalidad de evitar sus maniobras. 
En septiembre de 1943, junto con el acorazado Scharnhorst, bombardeó las posiciones aliadas en la isla de Spitsbergen, primera ocasión en que el Tirpitz hacía uso de sus baterías principales. Poco después, el acorazado fue dañado en un ataque de minisubmarinos británicos, y posteriormente sometido a varios bombardeos aéreos masivos. El 12 de noviembre de 1944 bombarderos pesados Lancaster británicos equipados con bombas Tallboy de 5400 kg de peso hundieron el Tirpitz tras asestarle dos impactos directos que lo inundaron y lo hicieron escorar rápidamente. Un incendio en la cubierta se extendió al almacén de municiones por una de las torretas de las baterías principales y causó una enorme explosión. Las cifras de fallecidos en la tragedia oscilan entre 950 y 1204. El pecio fue reflotado en una operación conjunta de salvamento entre Noruega y Alemania, cuyos trabajos se alargaron desde 1948 hasta 1957.

## Construcción y características
El Tirpitz fue ordenado como Ersatz Schleswig-Holstein, bajo el nombre de contrato «Schlachtschiff G», para sustituir al viejo acorazado pre-dreadnought Schleswig-Holstein. El astillero Kriegsmarinewerft, de Wilhelmshaven, se adjudicó el contrato y allí fue puesta en grada la quilla del buque el 20 de octubre de 1936. El casco fue botado el 1 de abril de 1939, con grandes fastos y bautizado por la hija del almirante Alfred von Tirpitz, de quien recibió el acorazado su nombre. Adolf von Trotha, antiguo almirante de la Marina Imperial Alemana, habló en la botadura del acorazado, a la que también asistió Adolf Hitler. Los trabajos de acondicionamiento del navío continuaron tras su botadura y fueron completados en febrero de 1941. Bombarderos británicos atacaron repetidamente el puerto donde se estaba construyendo el Tirpitz, y aunque ninguna bomba le hizo impacto, sí retrasaron los trabajos. Entró en servicio en la flota el 25 de febrero para comenzar sus pruebas de mar, que fueron realizadas en el mar Báltico.

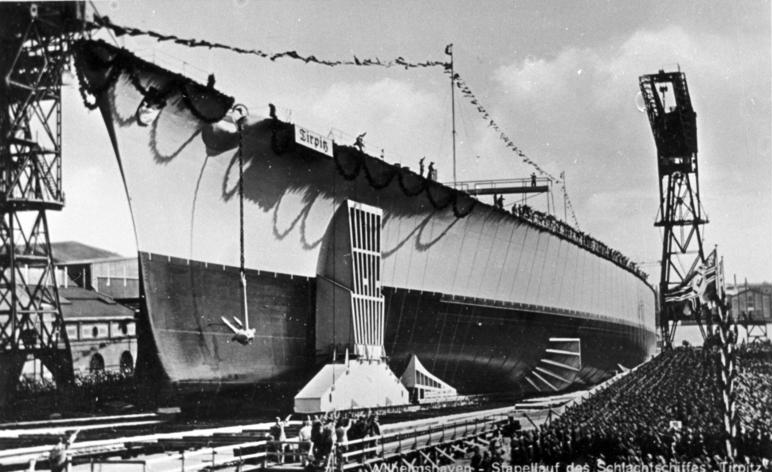
Botadura del Tirpitz en Wilhelmshaven el 1 de abril de 1939.

El 5 de mayo de 1941 recibió en su cubierta a Adolf Hitler y al almirante Günther Lütjens, quienes ya habían visitado el Bismarck. Fueron recibidos por su comandante, Friedrich Karl Topp. En esa oportunidad, Hitler fue informado de que el Tirpitz no participaría en la operación Rheinübung junto a su gemelo, debido a los retrasos en los trabajos finales.
El Tirpitz desplazaba 42 900 toneladas estándar y 52 600 a plena carga. Su eslora era de 251 m, su manga de 36 m y su calado máximo de 10,6 m. Era propulsado por tres turbinas de vapor engranadas Brown, Boveri & Cie que entregaban un total de 163 026 CV (121 568 kW) y lo impulsaban a una velocidad máxima de 30,8 nudos (57 km/h) en sus pruebas de velocidad. Su tripulación estándar eran 103 oficiales y 1962 marineros, aunque durante la guerra su número fue incrementado hasta los 108 oficiales y 2500 marineros. De inicio, el Tirpitz fue equipado con radares FuMO 23 montados en los telémetros delantero, trasero y de la cofa. Estos fueron después reemplazados por radares FuMO 27, que a su vez también fueron sustituidos por el modelo FuMO 26, que tenía una serie de antenas más grandes. En 1944 fue montado en su mástil principal un FuMO 30, conocido como Hohentwiel, y en sus telémetros FlaK de 105 mm de popa se añadió un FuMO 213 Würzburg.
El armamento principal del Tirpitz estaba compuesto por ocho cañones L/52 de 380 mm dispuestos en cuatro torretas gemelas: dos a proa —Anton y Bruno— y dos a popa —César y Dora—. Su armamento secundario consistió en doce cañones L/55 de 150 mm, dieciséis L/65 de 105 mm y otros dieciséis L/83 de 37 mm, e inicialmente doce cañones antiaéreos de 20 mm, número aumentado a 58 posteriormente. Después de 1942 instalaron al Tirpitz ocho tubos lanzatorpedos sobre la línea de flotación. Su cinturón acorazado principal tenía un grosor de 320 mm y estaba flanqueado por un par de cubiertas acorazadas, la superior y la principal, que tenían un grosor de 50 mm y 100-120 mm, respectivamente. Las torretas de los cañones principales fueron protegidas por planchas de 360 mm en sus caras y 220 mm en sus laterales.

## Historial de servicio

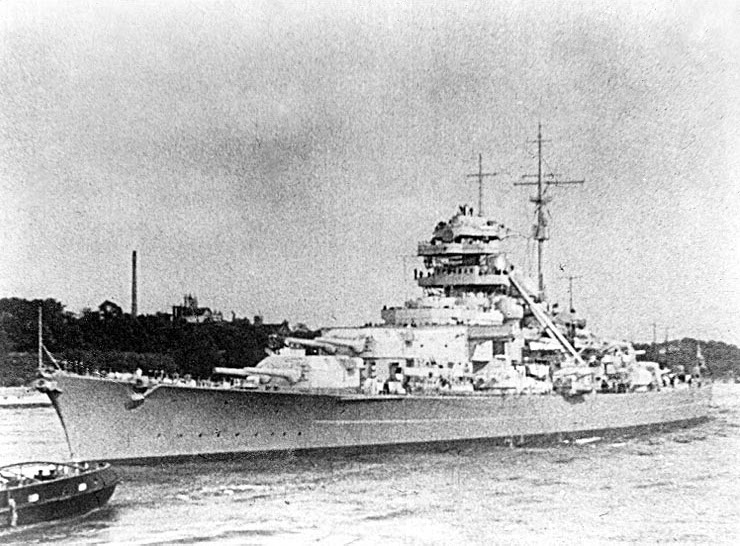
El acorazado durante sus pruebas de mar en 1941.

Tras su entrada en servicio y la finalización de sus pruebas de mar, el Tirpitz fue destinado a Kiel, desde donde desarrolló unos intensivos entrenamientos en el mar Báltico. El almirante Günther Lütjens, sopesó incluirlo en el ejercicio Rheinübung  junto al Bismarck y el Prinz Eugen, pero fue descartado en mayo de 1941, debido a que no llegó a la fase de alistamiento a tiempo.
Mientras el acorazado estaba destinado en Kiel, Alemania invadió la Unión Soviética, por lo que se creó una Flota Báltica temporal para impedir la fuga de la flota soviética fondeada en Leningrado. El Tirpitz actuó brevemente como buque insignia de la escuadra, compuesta por el crucero pesado Admiral Scheer, los cruceros ligeros Köln, Nürnberg, Leipzig y Emden, varios destructores y dos flotillas de dragaminas. La Flota Báltica, bajo el mando de Otto Ciliax, patrulló frente a las islas de Åland del 23 al 26 de septiembre de 1941, tras lo que la unidad fue disuelta y el Tirpitz retornó a sus entrenamientos. Durante este período de adiestramiento, el Tirpitz probó sus cañones principales y secundarios sobre el viejo acorazado pre-dreadnought Hessen, que había sido convertido en buque objetivo radiocontrolado. La Real Fuerza Aérea británica continuó lanzando incursiones de bombardeos aéreos sobre el acorazado mientras estaba estacionado en Kiel, aunque ninguna tuvo éxito.

### Despliegue en Noruega

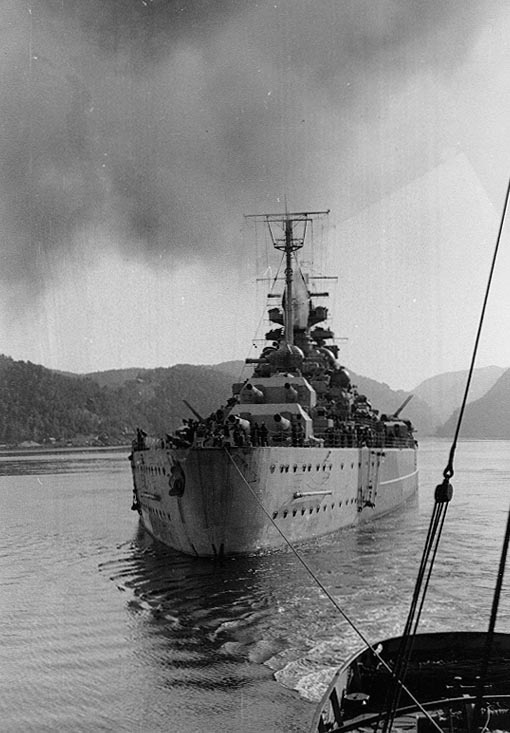
El Tirpitz, visto por popa, en aguas de Noruega.

El almirante Erich Raeder, jefe de la Kriegsmarine, propuso desplegar el Tirpitz el 13 de noviembre en Noruega, desde donde el acorazado podría atacar los convoyes con destino en la Unión Soviética, además de actuar como elemento disuasorio frente a los efectivos navales británicos y ante una eventual invasión aliada de Noruega. Adolf Hitler, que había prohibido que el buque saliese a alta mar en el océano Atlántico tras el hundimiento del Bismarck, estuvo de acuerdo con la propuesta. El Tirpitz fue puesto en dique seco para una serie de modificaciones de cara a su despliegue: se potenció su batería antiaérea y sus cañones de 105 mm en la superestructura cerca de la catapulta fueron trasladados fuera de borda para aumentar su ángulo de tiro. Se aprovechó además para instalar dos tubos cuádruples de lanzatorpedos de 533 mm. El comandante de la nave, capitán de navío Karl Topp, anunció que el barco estaba listo para operaciones de combate el 10 de enero, y al día siguiente, el Tirpitz partió en dirección a Wilhelmshaven con la finalidad de ocultar a los aliados su verdadero destino.
De Wilhelmshaven zarpó a las 23:00 del 14 de enero con destino a Trondheim, Noruega. El espionaje militar británico, que fue capaz de descifrar los mensajes de la máquina Enigma enviados por la marina alemana, detectó la partida del acorazado, pero el mal tiempo en Gran Bretaña impidió una intervención de su Fuerza Aérea. El almirante John Tovey, comandante en jefe de la Home Fleet británica, no tuvo conocimiento de los movimientos del Tirpitz hasta el 17 de enero, cuando el buque germano ya estaba en Noruega, pero el 16 del mismo mes, un reconocimiento aéreo británico había localizado al acorazado en Trondheim. El buque se trasladó luego al Fættenfjord, justo al norte de Trondheim. El movimiento de la flotilla alemana recibió el nombre en código de Operación Polarnacht, y en ella el acorazado fue escoltado por los destructores Richard Beitzen, Paul Jacobi, Bruno Heinemann y Z-29. El navío fue amarrado junto a un acantilado que lo protegió de ataques aéreos provenientes del suroeste, y, con la finalidad de camuflarlo, la tripulación cortó árboles y los colocó en la cubierta del acorazado. Asimismo, se dispusieron baterías antiaéreas adicionales alrededor del fiordo, así como redes antitorpedo y barreras pesadas en los accesos del fondeadero. La vida para la tripulación del buque fue muy monótona durante la estancia en Noruega; la frecuente escasez de combustible redujo los entrenamientos y mantuvo al acorazado y sus destructores de escolta amarrados tras su red protectora. Los marineros estaban ocupados principalmente en el mantenimiento del acorazado y en la continua dotación de las defensas antiaéreas. Se organizaron actividades deportivas para mantenerlos ocupados y en buena forma física.

### Operaciones contra los convoyes aliados

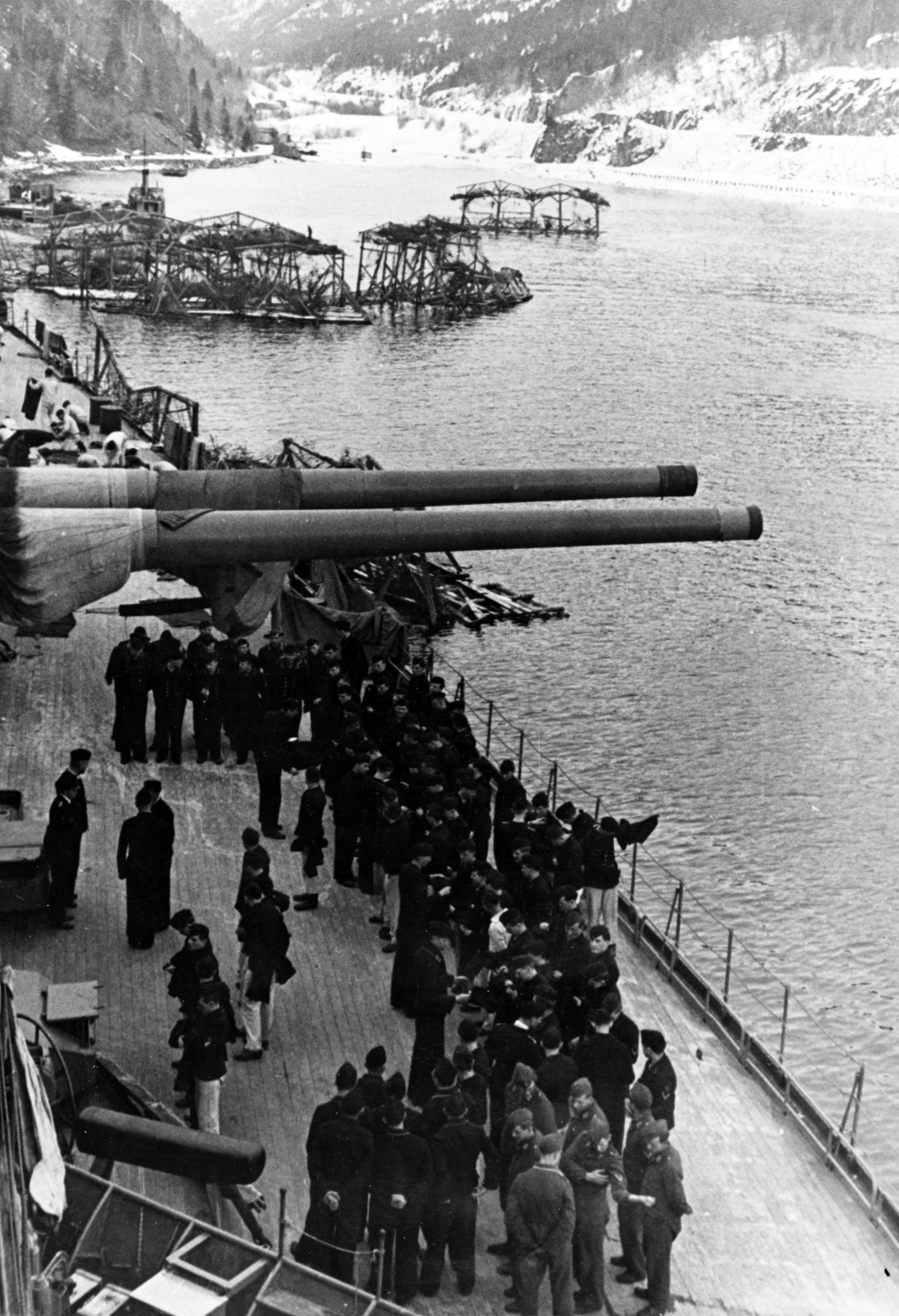
La tripulación del Tirpitz en cubierta y los cañones de 380 mm del buque.

Se conjugaron diversos factores para restar libertad a la operación del Tirpitz en Noruega. Los más inmediatos fueron la escasez de combustible y la retirada de su fuerza de destructores de cobertura, que fueron enviados a apoyar la Operación Cerberus, la travesía de los acorazados Scharnhorst y Gneisenau y el crucero pesado Prinz Eugen por el canal de la Mancha. Por este motivo hubo de cancelarse el ataque contra el convoy aliado PQ 8 a fines de enero. Un ataque de bombarderos pesados cuatrimotores británicos planeado también para finales de enero fue abortado por el mal tiempo sobre el objetivo, que impidió a las aeronaves localizarlo. A principios de febrero el Tirpitz tomó parte en los engaños previos a la Operación Cerberus que distrajeron a los británicos, y que incluyeron la navegación fuera del fiordo y actividades que parecían indicar una salida al mar del Norte. Más tarde ese mes al acorazado Tirpitz se le unieron los cruceros pesados Admiral Scheer y Prinz Eugen, y diversos destructores, aunque el Prinz Eugen había sido torpedeado a la entrada del Fættenfjord y estuvo un tiempo fuera de servicio.
El Tirpitz y el Admiral Scheer, junto con los destructores Friedrich Ihn, Paul Jacobi, Hermann Schoemann y Z-25, y un par de buques torpederos, tenían la intención de atacar el convoy entrante QP 8 y el saliente PQ 12 en marzo de 1942 como parte de la Operación Sportpalast. El Admiral Scheer, con una velocidad de diseño de 26 nudos (48 km/h), era demasiado lento para operar con el Tirpitz y fue dejado en puerto, al igual que el destructor Paul Jacobi y los dos buques torpederos. El 5 de marzo una aeronave de reconocimiento de la Luftwaffe avistó al PQ 12 cerca de la isla Jan Mayen, aunque falló en detectar la presencia de su poderosa escolta, compuesta por el acorazado Duke of York, el crucero de batalla Renown y cuatro destructores. Los alemanes también desconocían que el almirante Tovey proporcionaba soporte lejano a los convoyes con el acorazado King George V, el portaaviones Victorious, el crucero pesado Berwick y seis destructores. Las señales codificadas con la máquina Enigma alemana fueron interceptadas y decodificadas, por lo que los británicos tuvieron conocimiento del ataque del Tirpitz y ello les permitió desviar los convoyes. Tovey intentó perseguir al Tirpitz el 9 de marzo, pero el almirante Otto Ciliax, comandante de la escuadra alemana, había decidido volver a puerto la noche anterior. A primeras horas de la mañana del día 9 los británicos lanzaron un ataque aéreo, y doce aviones torpederos Fairey Albacore atacaron al acorazado en tres grupos, pero el Tirpitz evadió todos los torpedos que le fueron lanzados, los artilleros antiaéreos germanos derribaron dos de las aeronaves británicas y solo tres hombres resultaron heridos en el ataque. Tras la finalización del mismo, el acorazado partió hacia Vestfjord, desde donde salió hacia Trondheim. El 30 de marzo treinta y tres bombarderos Halifax volvieron a atacar al acorazado, aunque no consiguieron hacerle ningún impacto y cinco de ellos fueron derribados. La RAF lanzó un par de intentos fallidos a finales de abril, uno en la noche del 27 al 28 de ese mes con 31 aeronaves Halifax y 12 Lancaster, de las que cinco fueron abatidas. La noche siguiente los británicos emprendieron otra incursión de ataque, materializada por 23 Halifax y 11 Lancaster, pero de nuevo los artilleros alemanes consiguieron derribar dos aviones enemigos.

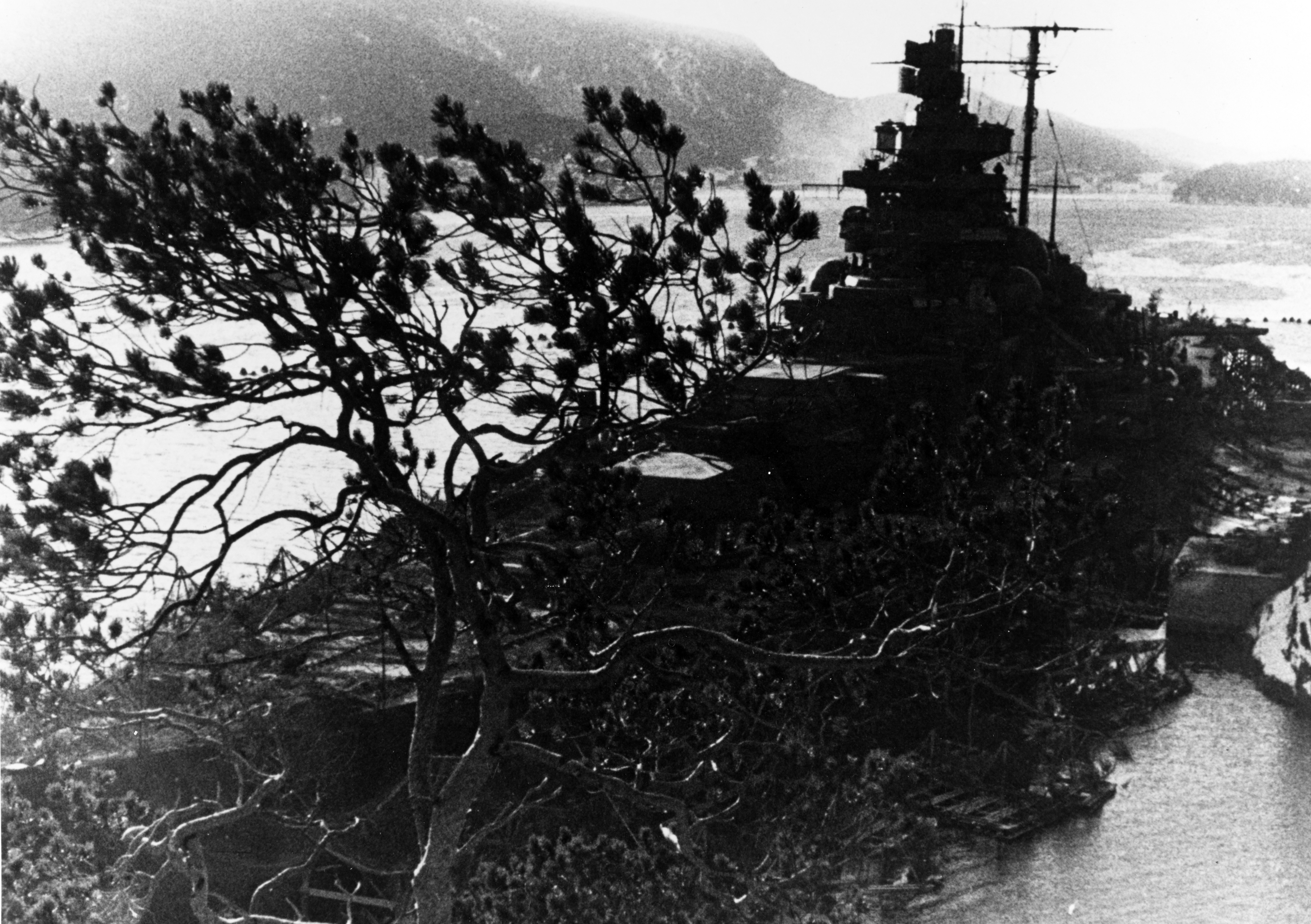
El Tirpitz camuflado en Noruega.

Las acciones del Tirpitz y sus destructores de escolta en marzo consumieron alrededor de 8230 toneladas de fueloil, lo que redujo significativamente sus reservas. Los alemanes tardaron tres meses en reponer la cantidad gastada en el intento por interceptar los dos convoyes aliados. El convoy PQ 17, que dejó Islandia el 27 de junio con destino a la Unión Soviética, fue el siguiente convoy que el Tirpitz y los barcos destinados en Noruega fueron capaces de atacar, durante la Operación Rösselsprung. Lo protegían los acorazados Duke of York y USS Washington, y el portaaviones Victorious. El Tirpitz, el crucero pesado Admiral Hipper y seis destructores partieron de Trondheim, mientras que una segunda fuerza especial compuesta por el Lützow, el Admiral Scheer y seis destructores hicieron lo propio desde Narvik. El Lützow y tres destructores chocaron con rocas que no constaban en las cartas de navegación mientras se dirigían a la reunión y tuvieron que regresar a puerto. Poco después de la salida del Tirpitz de Noruega, el submarino soviético K-21 le disparó dos torpedos, y aunque ambos fallaron, los soviéticos afirmaron que le habían hecho dos impactos al acorazado. Mientras tanto, el espionaje sueco había informado al Almirantazgo Británico de las salidas alemanas y este ordenó la dispersión del convoy. Conscientes de haber sido detectadas, las unidades de superficie germanas abortaron la operación y se retiraron para dejar paso a un ataque de submarinos U-boot y aviones de la Luftwaffe. Los barcos aliados dispersos, privados de la protección de su escolta, fueron blanco fácil para los alemanes, que hundieron 21 de los 34 solitarios navíos. El Tirpitz volvió al fiordo de Alta por las islas Lofoten.

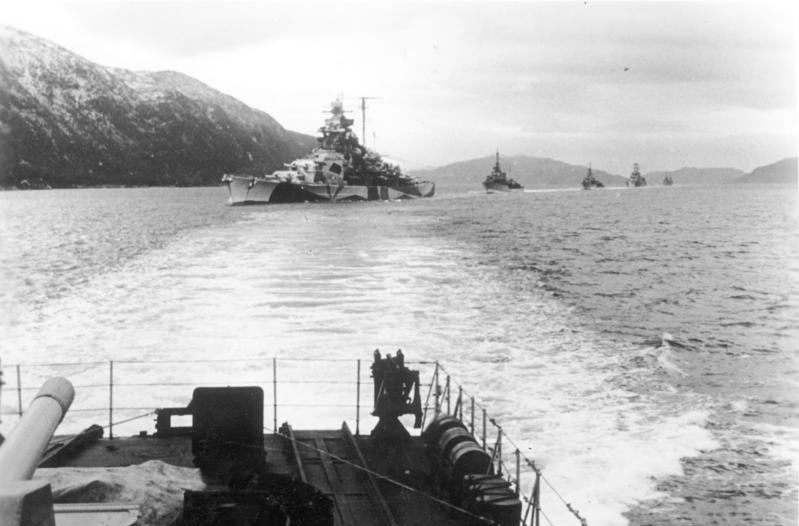
El Tirpitz, escoltado por varios destructores, navegando en el fiordo de Bogen en octubre de 1942.

Los alemanes trasladaron el Tirpitz a Bogenfjord, cerca de Narvik, tras la Operación Rösselsprung. Para entonces, el acorazado necesitaba una revisión a fondo, pero como Hitler había prohibido al navío hacer el peligroso viaje de regreso a Alemania, la revisión se hizo en Trondheim. El barco dejó Bogenfjord para volver a Fættenfjord, frente a Trondheim, el 23 de octubre. Las defensas del fondeadero se reforzaron con la instalación de cañones antiaéreos adicionales y la disposición de redes antitorpedos dobles en torno al acorazado. Las reparaciones se llevaron a cabo en fases limitadas, de modo que el Tirpitz estuviera parcialmente operativo durante la mayor parte del proceso. Se construyó un cajón alrededor de su popa para reemplazar las hélices del navío. Durante el proceso los británicos intentaron atacar al acorazado con dos torpedos humanos, pero el mar agitado los desprendió del pesquero que los trasportaba y no se pudieron emplear. La revisión había sido completada para el 28 de diciembre y el Tirpitz comenzó las pruebas de mar; el 4 de enero de 1943 realizó ejercicios de artillería en el fiordo de Trondheim. Karl Topp fue ascendido a contralmirante y sustituido por el capitán Hans Meyer el 21 de febrero. Cinco días después, al acorazado Scharnhorst se le ordenó reforzar la flota en Noruega y el vicealmirante Oskar Kummetz recibió el mando de los barcos de guerra destinados en el país nórdico.
Los convoyes aliados hacia la Unión Soviética habían cesado temporalmente para cuando el Scharnhorst arribó a Noruega. El almirante Karl Dönitz, sustituto de Raeder desde la batalla del Mar de Barents del 31 de diciembre de 1942, decidió que los barcos necesitaban una oportunidad para operar juntos, por lo que ordenó un ataque en la isla de Spitsbergen, donde se encontraba una estación meteorológica británica y una base de reabastecimiento de combustible. Una guarnición de 152 hombres de las exiliadas Fuerzas Noruegas Libres defendía varios asentamientos y puestos avanzados en Spitzbergen. Los dos acorazados, escoltados por diez destructores, salieron de puerto el 6 de septiembre. En un ardid, el Tirpitz izó una bandera blanca al aproximarse a la isla el día siguiente. Durante el bombardeo de la misma, el Tirpitz disparó 52 obuses de sus baterías principales y 82 de las secundarias de 150 mm, lo que suponía la primera y única vez que el acorazado disparaba su batería principal contra un objetivo enemigo. Los atacantes desembarcaron un grupo de asalto que destruyó las instalaciones en tierra e hicieron setenta y cuatro prisioneros. Los acorazados habían destruido sus objetivos hacia las 11:00 y, en consecuencia, emprendieron el retorno a sus puertos noruegos.

### Ataques británicos alTirpitz

#### OperaciónSource
Los británicos estaban decididos a acabar con el Tirpitz y eliminar la amenaza que suponía para las líneas de comunicación aliadas en el Ártico. Tras los reiterados ataques, bombardeos ineficaces y el fallido intento con los torpedos humanos en octubre de 1942, los británicos optaron por los nuevos minisubmarinos X Craft. El ataque planeado, la operación Source, incluiría ofensivas contra el Tirpitz, el Scharnhorst y el Lützow. Los X Craft fueron remolcados por grandes submarinos a sus destinos, donde podrían pasar bajo las redes anti-torpedo para poner una poderosa mina bajo el objetivo. Diez de estos submarinos fueron asignados a la operación, prevista entre el 20 y el 25 de septiembre de 1943, de los cuales solo ocho llegaron a Noruega para el ataque, que comenzó el 22 de septiembre. Tres de los minisubmarinos (X5, X6 y X7) sortearon con éxito las defensas del Tirpitz, y dos de ellos lograron poner sus minas. El X5 fue detectado a unos 200 m de las redes y hundido por una combinación de cañoneo y cargas de profundidad.
Las minas causaron graves daños al acorazado, pues la primera explotó frente a la torreta César y la segunda a unos 50 m de la amura de babor. Se rompieron un tanque de fueloil y las planchas del blindaje, y se formó una gran abolladura en la parte inferior del casco y en los mamparos del doble cinturón acorazado. El acorazado embarcó unas 1430 t de agua en los tanques de fuel y en los espacios vacíos del doble casco a babor, lo que causó una escora de uno a dos grados, aunque esto fue corregido por una contra inundación de la banda de estribor. El agua de mar dañó todos los turbogeneradores en la sala de generadores número 2 y todos los generadores menos uno de la sala número 1 fueron desactivados por la rotura de tuberías de vapor y varios cables de alimentación. La torreta Dora fue arrancada de sus soportes y no pudo ser maniobrada, lo que fue particularmente grave porque no había grúas de carga pesada en Noruega lo suficientemente potentes para levantarla y colocarla de nuevo. Los dos hidroaviones Arado Ar 196 del Tirpitz fueron alcanzados por la detonación y completamente destrozados. Las reparaciones fueron llevadas a cabo por el barco de reparación Neumark; los historiadores Robert Garzke y Robert Dulin afirmaron que el satisfactorio esfuerzo de reparación fue «una de las hazañas más notables de la ingeniería naval durante la Segunda Guerra Mundial». Las reparaciones duraron hasta el 2 de abril de 1944 y al día siguiente el acorazado hizo completas pruebas de velocidad en el fiordo de Alta.

#### OperaciónTungsten

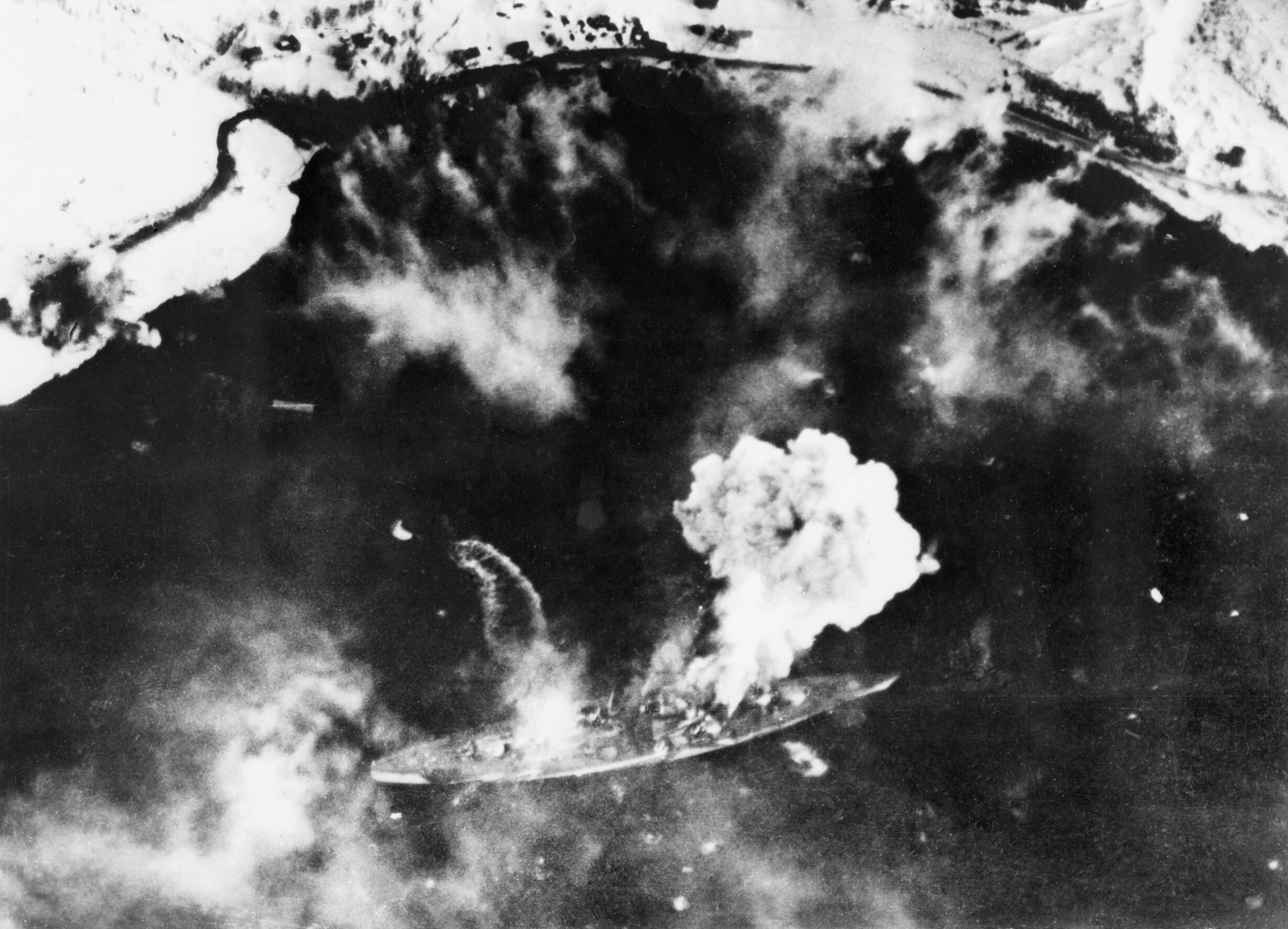
El Tirpitz bajo ataque de los portaaviones británicos el 3 de abril de 1944.

Los británicos estaban avisados de que el Neumark y los equipos de reparación se fueron en marzo, lo que indicó que el Tirpitz estaba próximo a volver a operar, por lo que programaron un gran ataque aéreo para el 4 de abril de 1944 —Operación Tungsten— que implicaría a los portaaviones Victorious y Furious, y a los portaaviones de escolta Emperor, Fencer, Pursuer y Searcher. El descifrado de las señales de la máquina Enigma reveló a los británicos que el Tirpitz tenía programado partir a las 05:29 del 3 de abril para pruebas de mar, por lo que su ataque se adelantó a ese día. La ofensiva consistió en 40 bombarderos en picado y 40 cazas de escolta en dos oleadas que consiguieron quince impactos directos y dos cercanos, y en las que se perdió una sola aeronave. Ello se consiguió gracias a la sorpresa lograda por el portaaviones británico, pues en el Tirpitz necesitaron de doce a catorce minutos para maniobrar todas las baterías antiaéreas. La primera oleada atacó a las 05:29, cuando los remolcadores se preparaban para sacar al acorazado de su amarre; la segunda oleada llegó a su objetivo una hora después, a las 06:30, y a pesar del estado de alerta de los artilleros alemanes, solo uno de los aviones fue derribado.
Este ataque aéreo causó daños serios al barco y varios muertos. William Garzke y Robert Dulin afirman que el ataque mató a 122 hombres e hirió a otros 316, mientras que Hildebrand, Röhr y Steinmetz sostienen que hubo 132 bajas y 270 heridos, incluido el capitán del Tirpitz, Hans Meyer. Dos de las torretas de 150 mm fueron destruidas por las bombas, así como los dos hidroaviones Arado Ar 196. Las bombas también provocaron varios incendios a bordo y las conmociones de las detonaciones averiaron la turbina de estribor, mientras que el agua salada empleada para apagar los incendios alcanzó las calderas y contaminó el suministro de agua. 2000 t de agua inundaron el acorazado, principalmente por los dos impactos cercanos, que horadaron el lateral del casco con metralla, pero también debido al agua empleada contra el fuego. Dönitz ordenó que el barco fuera arreglado sin reparar en costes a pesar de que sabía que el acorazado ya no podría ser usado en acciones de superficie debido al insuficiente apoyo de combate. Los trabajos de arreglo comenzaron a principios de mayo y los equipos importantes y los trabajadores necesarios para las labores fueron trasladados en destructores desde Kiel hasta el fiordo de Alta en el lapso de tres días. Para el 2 de junio el Tirpitz ya podía navegar por sus propios medios y hacia fines de mes fueron posibles pruebas de artillería. Durante este proceso de reparación, las baterías de 150 mm fueron modificadas para permitir su uso antiaéreo y se suministraron proyectiles de 380 mm con espoletas especiales para crear barreras de fuego antiaéreo.

#### OperacionesPlanet,Brawn,Tiger Claw,MascotyGoodwood

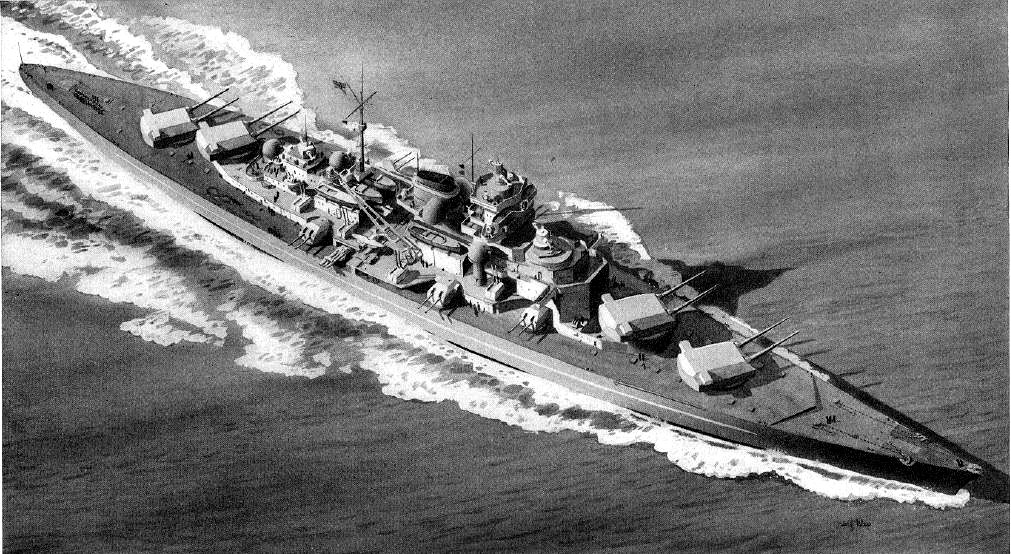
Dibujo de reconocimiento del Tirpitz elaborado por la Armada de los Estados Unidos.

Los británicos previeron una serie de ataques con portaaviones para los siguientes tres meses, pero el mal tiempo forzó su cancelación. Una repetición de la operación Tungsten, llamada en código Operación Planet, se planeó para el 24 de abril; la Operación Brawn, que debería haber sido materializada por 27 bombarderos y 36 cazas de los portaaviones Victorious y Furious, debía tener lugar el 15 de mayo, y la Operación Tiger Claw fue ideada para el 28 de mayo. Al Victorious y el Furious se les unió el portaaviones Indefatigable para la Operación Mascot del 17 de julio, que debía haber sido llevada a cabo por 62 bombarderos y 30 cazas. 
El tiempo finalmente mejoró a finales de agosto, cuando se lanzaron la serie de ataques Goodwood. Las Operaciones Goodwood I y II se produjeron el 22 de agosto, cuando los portaaviones Furious, Indefatigable y Formidable, y los portaaviones de escolta Nabob y Trumpeter hicieron despegar 38 bombarderos y 43 cazas de escolta en dos incursiones. Los ataques no infligieron daños al Tirpitz y fueron derribados tres de los aparatos atacantes. La Goodwood III se desarrolló el día 24 del mismo mes, compuesta solo por aeronaves de portaaviones de la flota con 48 bombarderos y 29 cazas que le hicieron dos impactos al acorazado alemán con daños menores. Una de las bombas, de 725 kg, penetró las cubiertas acorazadas superior e inferior y se alojó en la sala de la centralita número 4, pero la mecha había resultado dañada y la bomba no detonó. La otra, de 235 kg, explotó, pero solo causó daños superficiales. A cambio, seis aeronaves británicas fueron derribadas. Goodwood IV tuvo lugar cinco días después, el 29, con 34 bombarderos y 25 cazas procedentes del Formidable y el Indefatigable que fueron interferidos por una espesa niebla que impidió que hicieran ningún blanco al Tirpitz, cuyos artilleros derribaron un Fairey Firefly y un Corsair. El acorazado disparó 54 salvas de sus cañones principales, 161 de los cañones de 150 mm y hasta un 20 % de su munición ligera antiaérea.

#### OperacionesParavaneyObviate

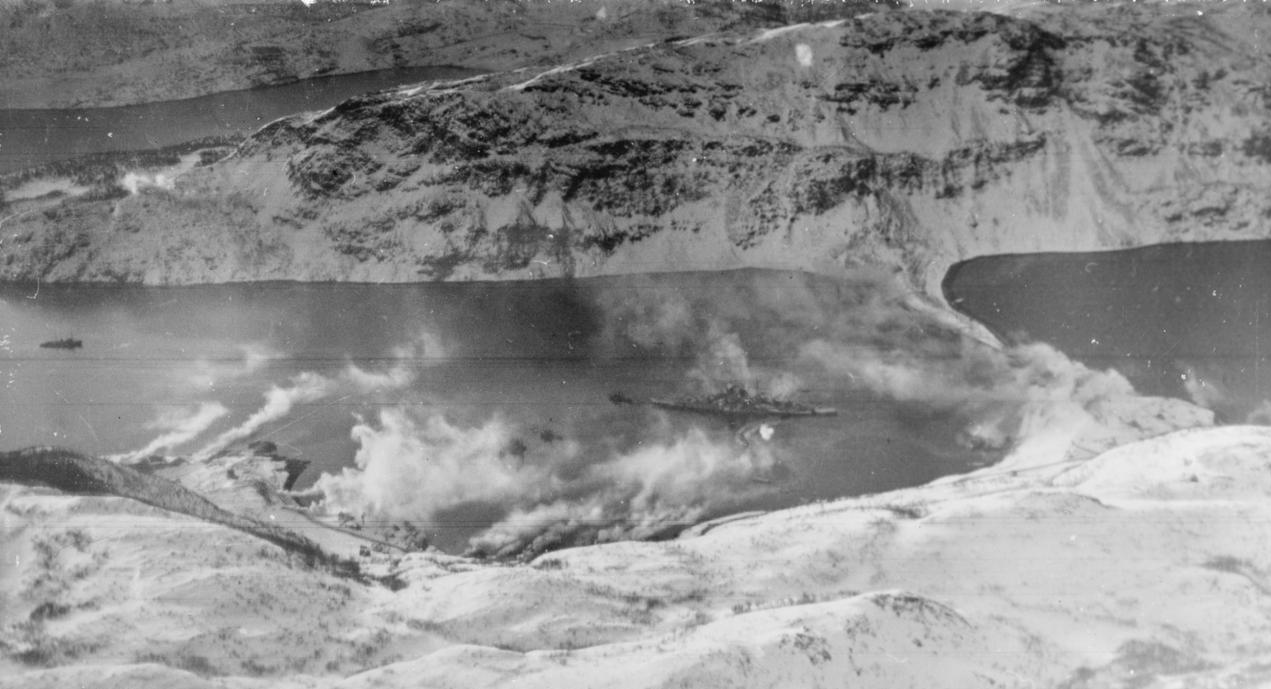
El Tirpitz amarrado en el fiordo de Kaa. El humo que se aprecia en la foto es artificial y pretendía ocultar el acorazado.

La ineficacia de la mayor parte de los ataques lanzados por el Brazo Aéreo de la flota británica a mediados de 1944 llevó a que la tarea de destrucción del Tirpitz fuese encomendada al Grupo N.º 5 de la RAF. Se decidió que bombarderos cuatrimotores Lancaster portaran poderosas bombas capaces de penetrar la fuerte armadura del acorazado alemán. Los británicos optaron por usar las bombas Tallboy de más de 5,4 toneladas de peso, desarrolladas en 1943 por Barnes Wallis, como el arma primaria contra el Tirpitz. El primer ataque, la Operación Paravane, tuvo lugar el 15 de septiembre de 1944, cuando 23 Lancaster —17 llevando una Tallboy y los seis restantes con doce minas JW— que despegaron desde la base rusa de Yagodnik hicieron un único impacto en la proa del Tirpitz con una Tallboy que atravesó completamente el acorazado y explotó en el fondo del fiordo. Entre 800 y 1000 t de agua inundaron la proa del barco alemán y provocaron un serio incremento en su compensación delantera. El barco quedó limitado a navegar a 8-10 nudos (15-19 km/h) y la conmoción del impacto afectó gravemente al equipo de dirección de tiro. Los serios daños de este ataque persuadieron al comando naval alemán para reparar al acorazado solo como batería flotante. Se estimó que las reparaciones llevarían nueve meses, pero el parcheado de los agujeros se terminaría en pocas semanas para permitir al Tirpitz moverse más al sur, a Tromsø. El 15 de octubre el acorazado recorrió los 370 km que lo separaban de Tromsø por sus propios medios, el último viaje de su vida operativa.
La RAF hizo un segundo intento el 29 de octubre, cuando el Tirpitz había sido amarrado frente a la isla Håkøy, cerca de Tromsø. Treinta y dos Lancaster acometieron de nuevo con bombas Tallboy durante la Operación Obviate. Como en la Operación Paravane, los Escuadrones N.º 9 y N.º 617 atacaron conjuntamente, pero no alcanzaron el objetivo por poco, en parte debido al mal tiempo. La explosión submarina afectó al timón y el eje de babor, y causó algunas inundaciones. Los proyectiles de fragmentación de 380 mm del Tirpitz resultaron ineficaces contra los bombarderos de alto nivel, aunque uno de los atacantes fue alcanzado por los cañones antiaéreos instalados en tierra. Tras este nuevo ataque se mejoró el amarre del acorazado con la creación de un banco de arena bajo el barco y a su alrededor para prevenir su escora y se instalaron redes antitorpedo. El Tirpitz mantenía una inclinación de un grado a babor de anteriores ataques que no fue corregida con una contra inundación para así conservar la mayor flotabilidad posible. También se preparó al barco para su nuevo rol de plataforma de artillería flotante: se limitó su fuel al necesario para proveer a los turbogeneradores y la tripulación se redujo a mil seiscientos oficiales y marineros.

#### OperaciónCatechism
La Operación Catechism, el último asalto británico al Tirpitz, tuvo lugar el 12 de noviembre de 1944. El acorazado alemán volvió a disparar sus baterías de 380 mm contra los bombarderos, que se le aproximaron a las 09:35. Los cañones principales forzaron a estos a dispersarse temporalmente, pero no pudieron acabar con el ataque. Una fuerza de 32 Lancaster de los Escuadrones N.º 9 y N.º 617 arrojó 29 bombas Tallboy sobre el barco, dos de las cuales impactaron en él. Otras bombas aterrizaron en la barrera de redes antitorpedos y produjeron enormes cráteres en el fondo marino que removieron el banco de arena construido para prevenir la escora del acorazado. Una de las bombas penetró la cubierta acorazada entre las torretas Anton y Bruno sin explotar, pero la segunda hizo blanco hacia el centro del buque, entre la catapulta de los hidroaviones y la chimenea, y provocó daños fatales, pues voló el lateral del barco y abrió un enorme agujero en el fondo de su casco; destruyó completamente una sección entera del cinturón blindado. Un tercer proyectil pudo golpear a babor de la torreta César. El impacto en el centro del acorazado originó una inundación y la rápida inclinación a babor de entre 15 y 20 grados. En diez minutos esta escora aumentó hasta los 30-40 grados, por lo que el capitán ordenó el abandono de la nave. La progresiva inundación aumentó la inclinación hasta los 60° hacia las 09:50, cuando pareció estabilizarse temporalmente, pero ocho minutos después una enorme explosión estremeció la torreta César. El techo de la torreta y parte de su estructura rotativa fueron arrojados a 25 m de altura y cayeron sobre un grupo de hombres que nadaban hacia la orilla. El Tirpitz rodó rápidamente sobre sí mismo y su superestructura se hundió en el fondo del mar.

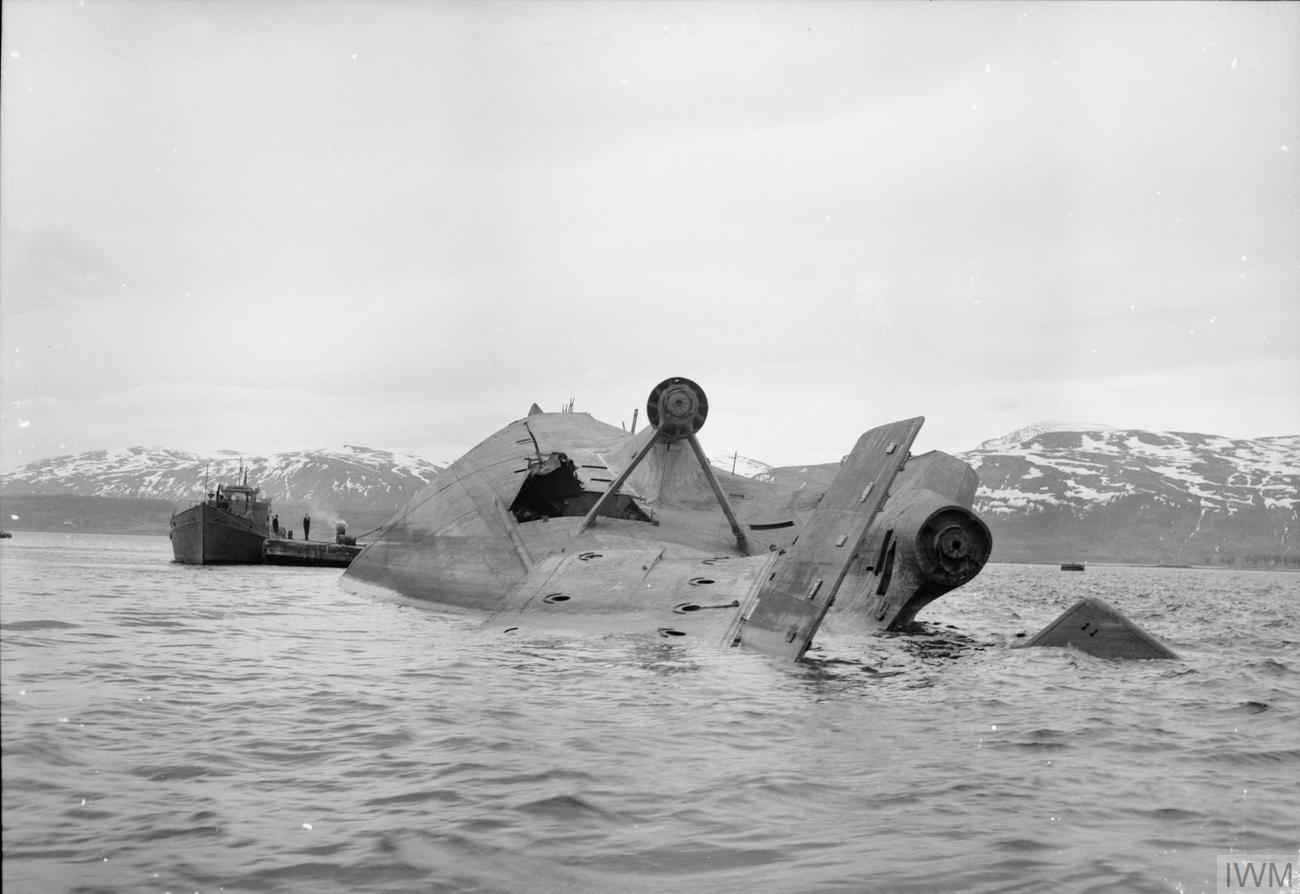
El Tirpitz volcado tras recibir dos impactos de bombas Tallboy.

Terminado el ataque, las operaciones de rescate intentaron liberar a los marineros atrapados en el interior del casco del Tirpitz. Los trabajadores consiguieron rescatar a ochenta y dos hombres tras cortar las planchas inferiores del casco. Las cifras de muertos varían: John Sweetman establece que unos mil hombres de una tripulación de mil novecientos murieron; Niklas Zetterling y Michael Tamelander coinciden en el número de fallecidos. Tanto Siegfried Breyer como Erich Gröner creen que los muertos ascienden a 1204, pero Gordon Williamson rebaja la cifra a 971. William y Robert Dulin fijan las bajas del ataque y hundimiento «sobre 950». Aproximadamente doscientos supervivientes del hundimiento fueron transferidos al crucero pesado Lützow en enero de 1945. El pecio del Tirpitz permaneció en el lugar del hundimiento hasta después del final de la guerra, cuando una compañía germano-noruega comenzó unas operaciones de salvamento que se prolongaron desde 1948 hasta 1957. Algunos fragmentos del acorazado son vendidos todavía por una compañía noruega.
La actuación de la Luftwaffe en la defensa del Tirpitz fue muy criticada tras su pérdida. Se culpó al mayor Heinrich Ehrler, comandante del III./Jagdgeschwader 5 —3.º Grupo del 5.ª Ala de Caza—, del fracaso de la Luftwaffe en la intercepción de los bombarderos británicos, aunque muchos veteranos de su unidad consideran que fue un chivo expiatorio de la ineptitud de sus superiores. Fue consiguientemente sometido a un consejo de guerra en Oslo y amenazado con la pena de muerte, aunque acabó siendo condenado a tres años de prisión, fue puesto en libertad un mes después, degradado y reasignado a un escuadrón de cazas Me 262 en Alemania. Fue derribado sobre Berlín el 4 de abril de 1945. Ludovic Kennedy escribió en su historia del acorazado Tirpitz que «tuvo una vida de inválido y murió como un tullido».

## Menciones en elWehrmachtbericht
Al Tirpitz se hace referencia en tres ocasiones en el Wehrmachtbericht, el boletín diario realizado por el Alto Mando de la Wehrmacht acerca de la situación militar en todos los frentes. Ser citado en este boletín era todo un honor. Debido a la naturaleza de los despachos del Wehrmachtbericht, su información no es del todo exacta. Por ejemplo, en relación con el ataque del día 4 de abril, se afirma que el Tirpitz derribó cuatro aeronaves británicas, junto a dos más por parte de una patrullera. En realidad, solo dos aviones enemigos fueron derribados. 
| Fecha                   | Original alemán en el Wehrmachtbericht | Traducción al español |
| ----------------------- | --- | --- |
| 9 de julio de 1942      | Die sowjetische Behauptung, daß das deutsche Schlachtschiff "Tirpitz" Torpedotreffer erhalten hätte, ist frei erfunden. Das Schlachtschiff ist weder beschädigt noch überhaupt angegriffen worden. | La afirmación soviética de que el acorazado alemán Tirpitz ha recibido un torpedo es falsa. El acorazado no está dañado y ni siquiera ha sido objeto de ataques. |
| 4 de abril de 1944      | Im Zusammenhang mit diesen Kampfhandlungen versuchten gestern britische Trägerflugzeuge einen norwegischen Stützpunkt der Kriegsmarine anzugreifen. Der Angriff wurde durch die eigene Abwehr zersplittert und kam nicht zur vollen Wirkung. Hierbei wurden durch das Schlachtschiff "Tirpitz" vier, durch ein Vorpostenboot zwei feindliche Flugzeuge abgeschossen. | Aeronaves británicas de un portaaviones intentaron atacar a la base de la Kriegsmarine en Noruega. El ataque fue repelido por nuestra propia defensa y no tuvo gran efecto. El acorazado Tirpitz derribó cuatro; un patrullero otros dos aviones enemigos.                          |
| 14 de noviembre de 1944 | Durch einen feindlichen Luftangriff wurde in Nordnorwegen das Schlachtschiff "Tirpitz", dessen tapfere Besatzung in den letzten Monaten zahlreiche englische Luftangriffe mit gutem Erfolg abgewehrt hatte, außer Gefecht gesetzt. Ein großer Teil der Besatzung wurde gerettet.                                                                                     | El acorazado Tirpitz, que con su valiente tripulación ha repelido numerosos ataques aéreos británicos de manera satisfactoria en los últimos meses, fue puesto fuera de combate por un ataque aéreo enemigo en el norte de Noruega. Una gran parte de la tripulación fue rescatada. |

### Lectura adicional
- Bishop, Patrick (2012). Target Tirpitz: X-Craft, Agents and Dambusters – The Epic Quest to Destroy Hitler's Mightiest Warship (en inglés). Harper Press. ISBN 9780007319268.
- Sierra, Luis de la. Buques suicidas. Barcelona, España: Editorial Juventud, S.A. ISBN 978-84-217-5620-1.